# NFL Comeback Player of the Year Award
L'NFL Comeback Player of the Year è il premio assegnato a un giocatore della National Football League (NFL) che, dopo una stagione negativa contraddistinta da un grave infortunio o da altri tipi di problematiche che ne hanno limitato le prestazioni, ha dimostrato grande perseveranza ed è tornato a giocare ad alti livelli.
Diverse testate giornalistiche e associazioni di settore assegnano un tale riconoscimento, come la Pro Football Writers of America (PFWA), Sporting News e United Press International (UPI), ma la NFL considera come ufficiale quello assegnato dall'Associated Press, noto anche come AP NFL Comeback Player of the Year Award.
Il premio infatti è riportato nel Record and Fact Book pubblicato dalla NFL per ogni stagione e dalla stagione 2011 è conferito nel corso della cerimonia annuale degli NFL Honors che si tiene nei giorni precedenti il Super Bowl.

## Albo d'oro
| Stagione                              | Vincitore                    | Ruolo                    | Squadra                                | Note   |
| ------------------------------------- | ---------------------------- | ------------------------ | -------------------------------------- | ------ |
| 1963                                  | Jim Smith                    | Placekicker              | Baltimore Colts                        | [ 4 ]  |
| 1964                                  | Lenny Moore                  | Halfback                 | Baltimore Colts                        | [ 5 ]  |
| 1965                                  | John Brodie                  | Quarterback              | San Francisco 49ers                    | [ 6 ]  |
| 1966                                  | Dick Bass                    | Fullback                 | Los Angeles Rams                       | [ 7 ]  |
| Premio non assegnato dal 1967 al 1997 |                              |                          |                                        |        |
| 1998                                  | Doug Flutie                  | Quarterback              | Buffalo Bills                          | [ 8 ]  |
| 1999                                  | Bryant Young                 | Defensive tackle         | San Francisco 49ers                    | [ 9 ]  |
| 2000                                  | Joe Johnson                  | Defensive end            | New Orleans Saints                     | [ 10 ] |
| 2001                                  | Garrison Hearst              | Running back             | San Francisco 49ers                    | [ 11 ] |
| 2002                                  | Tommy Maddox                 | Quarterback              | Pittsburgh Steelers                    | [ 12 ] |
| 2003                                  | Jon Kitna                    | Quarterback              | Cincinnati Bengals                     | [ 13 ] |
| 2004                                  | Drew Brees                   | Quarterback              | San Diego Chargers                     | [ 14 ] |
| 2005                                  | Steve Smith Sr. Tedy Bruschi | Wide receiver Linebacker | Carolina Panthers New England Patriots | [ 15 ] |
| 2006                                  | Chad Pennington              | Quarterback              | New York Jets                          | [ 16 ] |
| 2007                                  | Greg Ellis                   | Defensive end            | Dallas Cowboys                         | [ 17 ] |
| 2008                                  | Chad Pennington (2)          | Quarterback              | Miami Dolphins                         | [ 18 ] |
| 2009                                  | Tom Brady                    | Quarterback              | New England Patriots                   | [ 19 ] |
| 2010                                  | Michael Vick                 | Quarterback              | Philadelphia Eagles                    | [ 20 ] |
| 2011                                  | Matthew Stafford             | Quarterback              | Detroit Lions                          | [ 21 ] |
| 2012                                  | Peyton Manning               | Quarterback              | Denver Broncos                         | [ 22 ] |
| 2013                                  | Philip Rivers                | Quarterback              | San Diego Chargers                     | [ 23 ] |
| 2014                                  | Rob Gronkowski               | Tight end                | New England Patriots                   | [ 24 ] |
| 2015                                  | Eric Berry                   | Safety                   | Kansas City Chiefs                     | [ 25 ] |
| 2016                                  | Jordy Nelson                 | Wide receiver            | Green Bay Packers                      | [ 26 ] |
| 2017                                  | Keenan Allen                 | Wide receiver            | Los Angeles Chargers                   | [ 27 ] |
| 2018                                  | Andrew Luck                  | Quarterback              | Indianapolis Colts                     | [ 28 ] |
| 2019                                  | Ryan Tannehill               | Quarterback              | Tennessee Titans                       | [ 29 ] |
| 2020                                  | Alex Smith                   | Quarterback              | Washington Football Team               | [ 30 ] |
| 2021                                  | Joe Burrow                   | Quarterback              | Cincinnati Bengals                     | [ 31 ] |
| 2022                                  | Geno Smith                   | Quarterback              | Seattle Seahawks                       | [ 32 ] |
| 2023                                  | Joe Flacco                   | Quarterback              | Cleveland Browns                       | [ 33 ] |
| 2024                                  | Joe Burrow (2)               | Quarterback              | Cincinnati Bengals                     | [ 34 ] |

## Premi assegnati da altre testate

### Pro Football Writers of America
Dalla sua istituzione nel 1972, ad eccezione del 1985 in cui non fu assegnato, il premio è sponsorizzato dalla Pro Football Writers of America e dalla rivista Pro Football Weekly.
| Stagione | Vincitore                    | Ruolo                    | Squadra                                |
| -------- | ---------------------------- | ------------------------ | -------------------------------------- |
| 1972     | Earl Morrall                 | Quarterback              | Miami Dolphins                         |
| 1973     | Roman Gabriel                | Quarterback              | Philadelphia Eagles                    |
| 1974     | Joe Namath                   | Quarterback              | New York Jets                          |
| 1975     | Dave Hampton                 | Running back             | Atlanta Falcons                        |
| 1976     | Greg Landry                  | Quarterback              | Detroit Lions                          |
| 1977     | Craig Morton                 | Quarterback              | Denver Broncos                         |
| 1978     | John Riggins                 | Running back             | Washington Redskins                    |
| 1979     | Larry Csonka                 | Fullback                 | Miami Dolphins                         |
| 1980     | Jim Plunkett                 | Quarterback              | Oakland Raiders                        |
| 1981     | Ken Anderson                 | Quarterback              | Cincinnati Bengals                     |
| 1982     | Lyle Alzado                  | Defensive end            | L.A. Raiders                           |
| 1983     | Billy Johnson                | Wide receiver            | Atlanta Falcons                        |
| 1984     | John Stallworth              | Wide receiver            | Pittsburgh Steelers                    |
| 1985     | Non assegnato                | Non assegnato            | Non assegnato                          |
| 1986     | Joe Montana Tommy Kramer     | Quarterback              | San Francisco 49ers Minnesota Vikings  |
| 1987     | Charles White                | Running back             | Los Angeles Rams                       |
| 1988     | Greg Bell                    | Running back             | Los Angeles Rams                       |
| 1989     | Ottis Anderson               | Running back             | New York Giants                        |
| 1990     | Barry Word                   | Running back             | Kansas City Chiefs                     |
| 1991     | Jim McMahon                  | Quarterback              | Philadelphia Eagles                    |
| 1992     | Randall Cunningham           | Quarterback              | Philadelphia Eagles                    |
| 1993     | Marcus Allen                 | Running back             | Kansas City Chiefs                     |
| 1994     | Dan Marino                   | Quarterback              | Miami Dolphins                         |
| 1995     | Jim Harbaugh Garrison Hearst | Quarterback Running back | Indianapolis Colts Arizona Cardinals   |
| 1996     | Jerome Bettis                | Running back             | Pittsburgh Steelers                    |
| 1997     | Robert Brooks                | Wide receiver            | Green Bay Packers                      |
| 1998     | Doug Flutie                  | Quarterback              | Buffalo Bills                          |
| 1999     | Bryant Young                 | Defensive tackle         | San Francisco 49ers                    |
| 2000     | Joe Johnson                  | Defensive end            | New Orleans Saints                     |
| 2001     | Garrison Hearst              | Running back             | San Francisco 49ers                    |
| 2002     | Tommy Maddox                 | Quarterback              | Pittsburgh Steelers                    |
| 2003     | Jon Kitna                    | Quarterback              | Cincinnati Bengals                     |
| 2004     | Willis McGahee               | Running back             | Buffalo Bills                          |
| 2005     | Steve Smith Tedy Bruschi     | Wide receiver Linebacker | Carolina Panthers New England Patriots |
| 2006     | Chad Pennington              | Quarterback              | New York Jets                          |
| 2007     | Greg Ellis                   | Defensive end            | Dallas Cowboys                         |
| 2008     | Chad Pennington (2)          | Quarterback              | Miami Dolphins                         |
| 2009     | Tom Brady                    | Quarterback              | New England Patriots                   |
| 2010     | Michael Vick                 | Quarterback              | Philadelphia Eagles                    |
| 2011     | Matthew Stafford             | Quarterback              | Detroit Lions                          |
| 2012     | Peyton Manning               | Quarterback              | Denver Broncos                         |
| 2013     | Philip Rivers                | Quarterback              | San Diego Chargers                     |
| 2014     | Rob Gronkowski               | Tight end                | New England Patriots                   |
| 2015     | Eric Berry                   | Safety                   | Kansas City Chiefs                     |
| 2016     | Jordy Nelson                 | Wide receiver            | Green Bay Packers                      |
| 2017     | Keenan Allen                 | Wide receiver            | Los Angeles Chargers                   |
| 2018     | Andrew Luck                  | Quarterback              | Indianapolis Colts                     |
| 2019     | Ryan Tannehill               | Quarterback              | Tennessee Titans                       |
| 2020     | Alex Smith                   | Quarterback              | Washington Football Team               |
| 2021     | Joe Burrow                   | Quarterback              | Cincinnati Bengals                     |
| 2022     | Geno Smith                   | Quarterback              | Seattle Seahawks                       |
| 2023     | Damar Hamlin                 | Safety                   | Buffalo Bills                          |
| 2024     | Joe Burrow                   | Quarterback              | Cincinnati Bengals                     |